# Nothing but Trouble (film fra 1918)
Nothing but Trouble er en amerikansk stumfilm fra 1918.

## Medvirkende
- Harold Lloyd
- Snub Pollard
- Bebe Daniels
- William Blaisdell
- Helen Gilmore
- Lew Harvey
- Wallace Howe
- Bud Jamison
- Belle Mitchell
- Noah Young